# Song Jiayuan
Song Jiayuan (en chino: 宋佳媛; Shanghái, 15 de septiembre de 1997) es una deportista china que compite en atletismo.
Participó en dos Juegos Olímpicos de Verano, obteniendo una medalla de bronce en París 2024, en la prueba de lanzamiento de peso, y el quinto lugar en Tokio 2020, en la misma prueba.

## Palmarés internacional
| Juegos Olímpicos | Juegos Olímpicos | Juegos Olímpicos  | Juegos Olímpicos |
| Año              | Lugar            | Medalla           | Prueba           |
| ---------------- | ---------------- | ----------------- | ---------------- |
| 2024             | París (Francia)  | Medalla de bronce | Peso             |